# フレイザー・アニング

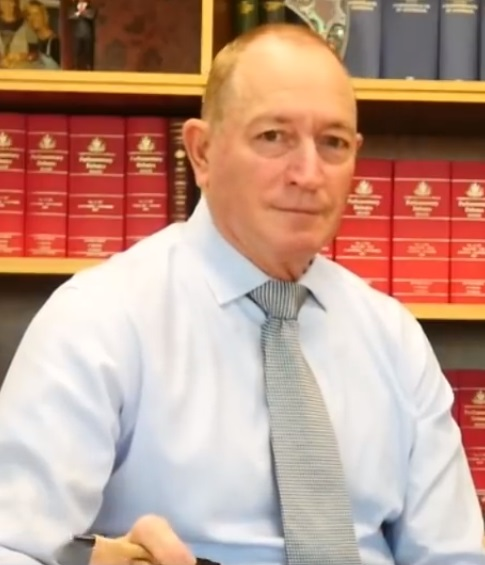
Fraser Anning

フレイザー・アニング（Fraser Anning、1949年10月14日 - ）は、オーストラリアの政治家、実業家。

## 概要
クイーンズランド州の畜産農家に生まれる。
職歴は牧畜業、建築労働、パイロット、ホテル経営など。
2016年オーストラリア総選挙にワン・ネイションから比例3位で出馬。
2017年11月、二重国籍問題で比例2位のマルコム・ロバーツ議員が失職したことに伴い繰り上げ当選した。
2018年7月にカッター・オーストラリア党に入党。10月に離党。
2019年4月にフレイザー・アニング保守国民党を発足した。

## 生卵による襲撃騒動
2019年3月15日に発生したクライストチャーチモスク銃乱射事件に対し、ニュージーランドの移民政策が原因であると批判。翌日、メルボルンでの集会のインタビュー中に17歳の少年から後頭部に卵を叩きつけられた。アニングは素手で反撃し、少年は支持者らに取り押さえられた。その模様を映した動画がインターネットで拡散され、少年は「エッグ・ボーイ」と名付けられて一躍時の人となった。後日、少年は厳重注意処分を受けて訴追を免れた一方で、少年に蹴りを見舞った男性は起訴された。